# Hennes Weisweiler
Hans "Hennes" Weisweiler (5. prosince 1919, Lechenich – 5. července 1983, Aesch) byl německý fotbalista a trenér.
Jako trenér vyhrál 4× západoněmeckou ligu a 1× Pohár UEFA.

## Hráčská kariéra
Hennes Weisweiler hrál na postu záložníka za 1. FC Köln.

## Trenérská kariéra
Weisweiler trénoval 1. FC Köln, Viktorii Köln, Mönchengladbach, Barcelonu, New York Cosmos a Grasshopper Curych.
S Mönchengladbachem vyhrál v roce 1975 Pohár UEFA a v roce 1973 byl v tomto poháru ve finále.

## Úspěchy

### Trenér
Borussia Mönchengladbach
- Západoněmecká liga: 1969-1970, 1970-1971, 1974-1975
- Západoněmecký pohár: 1972-1973
- Pohár UEFA: 1974-1975

1. FC Köln
- Západoněmecká liga: 1977-1978
- Západoněmecký pohár: 1976-1977, 1977-1978

New York Cosmos
- North American Soccer League: 1980

Grasshopper
- Švýcarská liga: : 1982-1983
- Švýcarský pohár: 1982-1983